# Duane van Staden
Duane van Staden (ur. 9 czerwca 1981) – południowoafrykański zapaśnik walczący w stylu wolnym. Zajął dziewiętnaste miejsce na mistrzostwach świata w 2003. Złoty medalista igrzysk afrykańskich w 2007. Mistrz Afryki w 2006 i drugi w 2007 i 2008 roku.